# Groot Welsden
Groot Welsden (Limburgs: Groeët-Welsde) is een buurtschap op het Plateau van Margraten ten noorden van het dorp Margraten in de gemeente Eijsden-Margraten in de Nederlandse provincie Limburg. Tot 31 december 2010 maakte de buurtschap deel uit van de gemeente Margraten. De buurtschap telde in 2003 ca. 160 inwoners. De oorspronkelijke naam was ‘Welpdal’ of ‘Welpsdal’.
Groot Welsden bestaat uit een hoog en een laag gedeelte. Ten noordwesten van de plaats loopt tussen Groot Welsden en Klein Welsden het droogdal Sibbersloot.

## Boerderijen
In de buurtschap zijn verschillende opvallende boerderijen te vinden. De “Weldersjhaof” (nrs. 70-72) heeft nog een zeventiende-eeuws woonhuis. Op nr. 116 staat een negentiende-eeuwse half gesloten hoeve en op nr. 118 de in mergel gebouwde “Mariahaof” uit dezelfde periode.

### Hoeve Dreeshof

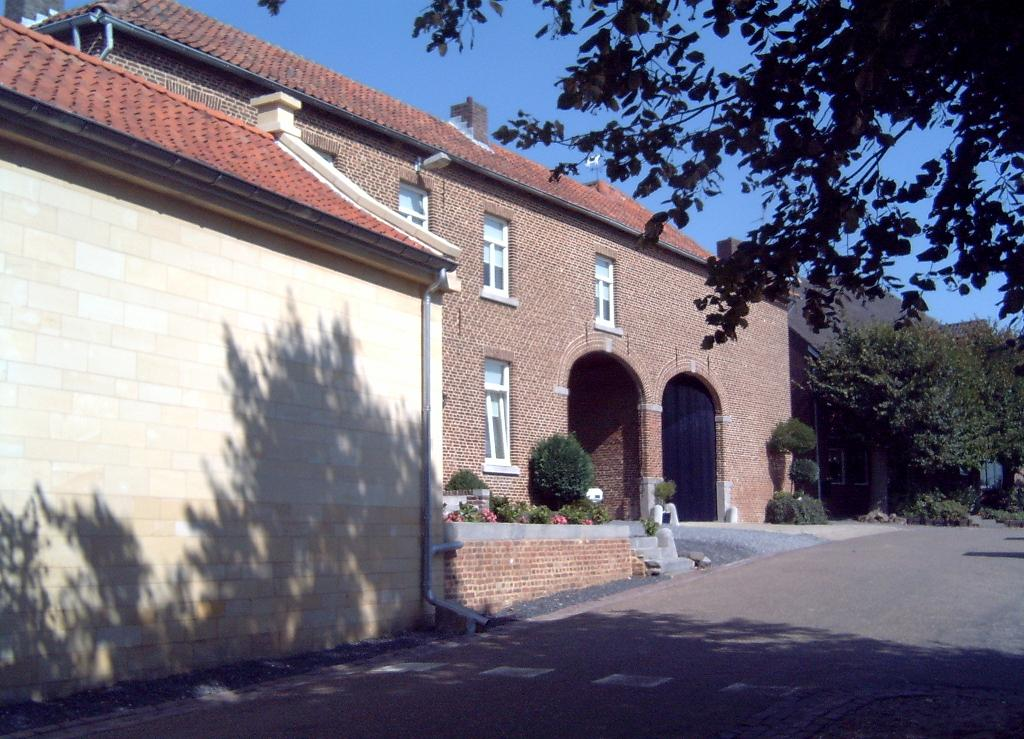
Groot Welsden.

Op de afbeelding is hoeve Dreeshof afgebeeld. Hoeve Dreeshof staat op nr.11. De betekenis van drees is ongecultiveerde, woeste grond. De gesloten hoeve, waarvan het achterste gedeelte waarschijnlijk al vóór 1665 bewoond was, bestond tot 1876 uit twee boerderijen. Na een brand in 1859 is het complex in een grotere vorm herbouwd. Sinds 1960 hebben enige aanpassingen plaatsgevonden, die echter de hoofdstructuur ongemoeid hebben gelaten.
De stoep voor de voordeur van het woonhuis wordt gevormd door grafzerken met de volgende tekst: `a la memoire de … jansen`, die naar verluidt uit Margraten afkomstig zijn. De linkerpoort in de voorgevel met de datering 1859 leidt naar de binnenplaats, de rechterpoort vormt de toegang tot de tweebeukige schuur. De achtergevel van de schuur is van mergel en dateert mogelijk uit de 18de eeuw.
Het rechthoekige schuurtje links van de boerderij, ‘t koetshuis, dateert vermoedelijk uit het midden van de 19de eeuw. De gevels zijn opgetrokken uit mergelblokken. Op het flauwe zadeldak liggen rode Oudhollandse dakpannen.
Tegenover de Dreeshof ligt de Kèrksjtaeg, de weg die de Welsdenaren gebruikten als ze naar de kerk gingen in Margraten. Vermoedelijk is het ook een oude lijkweg. Dit was een weg waarover de overledenen naar de kerk vervoerd moesten worden, om begraven te worden. Een dergelijke weg moest aan bepaalde afmetingen voldoen.
De weilanden van de Dreeshof worden gemarkeerd door rechthoekige hekposten van mergel. De hekposten ten westen van de hoeve dateren vermoedelijk uit de 19de eeuw en de hekposten aan de overzijde van de straat zijn gerenoveerd.
Op het weiland staat een bakhuis, 't bakkes. Het rechthoekige bakhuis met mergelmuren en met een uitgebouwde oven dateert uit 1863. Naast het bakhuis staat een waterput. Deze heeft een diepte van 27 meter. De wanden van het rechthoekige puthuis bestaan uit een voet van mergelblokken en houten raamwerken, die met latten zijn ingevuld. Het ijzeren ophaalwerk is compleet en gaaf. Waarschijnlijk dateren het puthuis en het ophaalwerk uit de tweede helft van de 19de eeuw.

## Groeves
Bij Groot Welsden zijn er drie kalksteengroeves geweest, namelijk:
- Groeve het Houbenbergske I
- Groeve het Houbenbergske II
- Groeve Groot Welsden